# Comité consultatif pour l'uranium

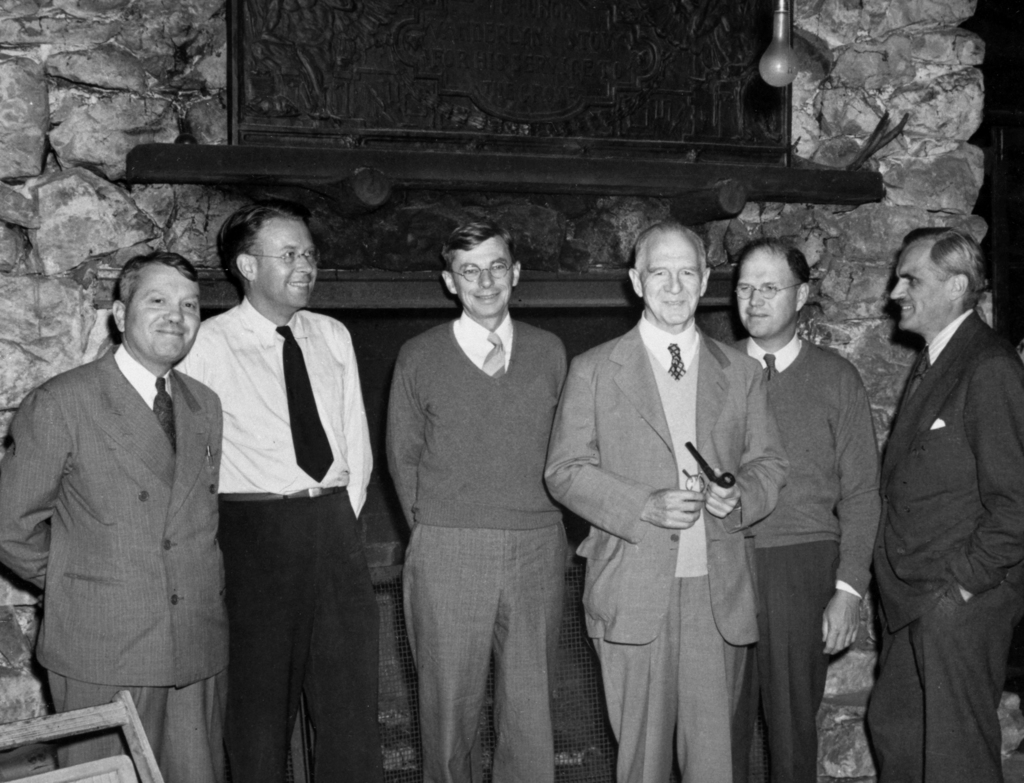
Le Comité consultatif pour l'uranium à Bohemian Grove, 13 septembre 1942. De gauche à droite : Harold Clayton Urey, Ernest Orlando Lawrence, James Bryant Conant, Lyman James Briggs, Eger V. Murphree et Arthur Compton.

À la suite de la lettre envoyée par Einstein au président  Roosevelt pour le mettre en garde contre les avancées possibles des physiciens allemands en ce qui concerne l'utilisation de l'énergie nucléaire, le président demande à Lyman James Briggs, directeur du National Bureau of Standards (NBS), de mettre sur pied secrètement un « Comité consultatif pour l'uranium ». La première réunion de ce comité a lieu le 21 octobre 1939 à  Washington. 6 000 dollars ont été attribués pour les expériences sur les neutrons de Fermi et de Szilárd à l'université Columbia.
Quatre aspects du problème de l'uranium apparaissent dès le départ comme critiques :
- Trouver des sources sûres de minerai d'uranium, à des endroits protégés des menaces étrangères.
- Développer des méthodes de production de masse pour extraire l'uranium 235 du minerai et/ou fabriquer du plutonium.
- Faire des bombes utilisant la réaction en chaine de l'uranium
- Engendrer de la chaleur de la fission  contrôlée afin, d'une part, de récupérer l'énergie pour les machines, et d'autre part, créer des Isotopes.

Le 14 avril 1941, Lyman Briggs reçoit une note de Rudolf Ladenburg, affirmant que ; 
« 
Il peut vous intéresser de savoir qu'un de mes collègues arrivant de Berlin via Lisbonne il y a quelques jours a rapporté le message suivant : un collègue de confiance qui travaille dans un laboratoire de recherche technique lui a demandé de nous faire savoir qu'un grand nombre de physiciens allemands travaillent avec intensité sur le problème de la bombe à uranium, sous la direction de Heisenberg ; que Heisenberg, pour sa part, essaie de retarder le travail autant que possible, craignant les résultats catastrophiques d'un succès. Mais il ne peut éviter d'obéir aux ordres qui lui sont donnés, et si le problème a une solution, celle-ci sera trouvée très prochainement. Donc il nous donne le conseil de nous dépêcher, si les États-Unis ne veulent pas arriver en retard.  »
Dans l'intervalle, le National Defense Research Committee (NDRC), Commission Nationale de recherche de défense, sous la direction de Vannevar Bush, explore les possibilités d'utiliser l'énergie nucléaire pour des applications pacifiques. Un rapport d'Arthur Compton et de la National Academy of Sciences conclut de manière favorable le 17 mai 1941. Après consultation avec Roosevelt, Bush crée l'Office of Scientific Research and Development (OSRD), Bureau de recherche et d'innovation scientifique. Le 1er juillet 1941, Bush prend la responsabilité de toutes les recherches sur la fission, et le Comité consultatif devient le projet S1 du NDRC, avec Lyman Briggs sous l'autorité de Bush.
À la fin août 1941, Marcus Oliphant découvrira que Briggs n'a pas transmis aux autres membres du comité une copie du rapport produit par des scientifiques britanniques (commission MAUD) qui affirme qu'il est possible de fabriquer une bombe suffisamment légère pour être transportée par la voie des airs.